# تزره (فریدون‌شهر)
تزره (فریدون‌شهر)، روستایی از توابع بخش مرکزی شهرستان فریدون‌شهر در استان اصفهان ایران است.
این روستا غربی ترین نقطه استان اصفهان از لحاظ مختصات جغرافیایی است.

## جمعیت
این روستا در دهستان پیشکوه موگوئی قرار دارد و براساس سرشماری مرکز آمار ایران در سال ۱۳۸۵، جمعیت آن ۱۱۰ نفر (۲۰خانوار) بوده‌است.